# Mittelsteeg
Mittelsteeg ist ein Ortsteil von Immekeppel in der Stadt Overath im Rheinisch-Bergischen Kreis in Nordrhein-Westfalen, Deutschland.

## Lage und Beschreibung
Der Ort ist in mehrere Siedlungsbereiche unterteilt, unter anderem neben dem Wohnplatz Mittelsteeg die Mittelsteeger Mühle direkt an der Sülz. Der landwirtschaftlich geprägte Ortsteil Mittelsteeg ist über die Landesstraße 284 (hier Lindlarer Straße genannt) und eine kleine Brücke über die Sülz zu erreichen, die auch in Richtung Brodhausen führt.  Die Bebauung um das alte Wasserwerk wiederum liegt direkt an der  Lindlarer Straße in der Nähe von Haus Thal. Naheliegende Ortschaften sind weiterhin Obersteeg, Untergründemich, Hasenbüchel und Immekeppelerteich.

## Geschichte
Die Topographia Ducatus Montani des Erich Philipp Ploennies, Blatt Amt Portz, belegt, dass es bereits 1715 zwei Wohnplätze namens im Steeg beiderseits der Sülz gab, die jeweils zwei Hofstellen besaßen. Der orographisch linke dürfte Mittelsteeg sein. Carl Friedrich von Wiebeking benennt die Hofschaft auf seiner Charte des Herzogthums Berg 1789 als Stege. Aus ihr geht hervor, dass der Ort zu dieser Zeit Teil des Oberkirchspiels Immekeppel (zugleich Honschaft Immekeppel) der Pfarre Gladbach im Obergericht Bensberg war.
Der Ort ist auf der Topographischen Aufnahme der Rheinlande von 1817 unbeschriftet verzeichnet. Die Preußische Uraufnahme von 1845 zeigt den Wohnplatz unter dem Namen Mittelsteg. Ab der Preußischen Neuaufnahme von 1892 ist der Ort auf Messtischblättern regelmäßig als Mittelsteeg verzeichnet.
1822 lebten 57 Menschen im als Bauerngüter kategorisierten Ort Steeg (mutmaßlich Obersteeg und Mittelsteeg), der nach dem Zusammenbruch der napoleonischen Administration und deren Ablösung zur Bürgermeisterei Bensberg im Kreis Mülheim am Rhein gehörte. Für das Jahr 1830 werden für den als Steeg bezeichneten Ort mutmaßlich zusammen mit Obersteeg 80 Einwohner angegeben. Der 1845 laut der Uebersicht des Regierungs-Bezirks Cöln als Bauerngüter kategorisierte Ort besaß zu dieser Zeit unter dem Namen Steeg acht Wohngebäude mit 54 Einwohnern, alle katholischen Bekenntnisses. Die Gemeinde- und Gutbezirksstatistik der Rheinprovinz führt Mittelsteeg 1871 mit sieben Wohnhäusern und 43 Einwohnern auf. Im Gemeindelexikon für die Provinz Rheinland von 1888 werden für Mittelsteeg zehn Wohnhäuser mit 44 Einwohnern angegeben. 1895 besitzt der Ort sechs Wohnhäuser mit 52 Einwohnern und gehörte konfessionell zum katholischen Kirchspiel Immekeppel, 1905 werden neun Wohnhäuser und 36 Einwohner angegeben.
In der zweiten Hälfte des 20. Jahrhunderts befand sich in Mittelsteeg ein Seniorenheim.
Aufgrund § 10 des Köln-Gesetzes wurden 1975 mehrere Bensberger Außenorte in die Gemeinde Overath umgemeindet, darunter auch der Bereich um Immekeppel mit Mittelsteeg.

### Mittelsteeger Mühle
An der Sülzbrücke befand sich um 1800 die Mittelsteeger Pulvermühle, die bis 1840 um eine zweite Mühlenanlage erweitert wurde. Am 1. Dezember 1870 explodierte die Anlage und wurde wieder aufgebaut. Nach einer zweiten Explosion in einem Trockenhaus der Pulvermühle um 1880 wurde die Anlage in eine Papierfabrik umgebaut. Diese brannte wiederum in den 1890er Jahren ab. 1899 wurde die Anlage von einem R. Hummel aus Elberfeld erworben, der dort eine Fabrik für Schnürriemen errichtete, die allerdings in der Zeit des Ersten Weltkriegs wieder geschlossen werden musste.
Es erfolgte 1927 der Umbau zu einer Fabrik für Bettflocken, danach wurde dort eine Knochenmühle betrieben. 1937 ging die Anlage in den Besitz der Feinmechanikfirma Herkenrath über, die während des Zweiten Weltkriegs die Wasserkraft mittels einer Turbine zur Produktion von Zünderfliehkappen für Bomben nutzte.
Die Gebäude der alten Fabrik im Ortsbereich existieren noch heute, ebenso das Stauwehr unterhalb der Sülzbrücke.